# David Bond
Pour les articles homonymes, voir Bond.
David Bond (nom de scène d’Alfredo Allegro), né le 13 novembre 1914 à New York et mort le 16 avril 1989 à Los Angeles (quartier de West Hills), est un acteur et producteur de théâtre américain.

## Biographie

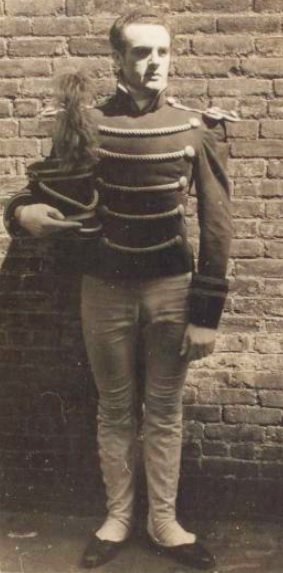
Dans Haiti (Broadway, 1938)

Alfredo Allego débute au théâtre dans sa ville natale, sous son véritable nom, jouant notamment à Broadway entre 1936 et 1939, dans la comédie musicale A Hero Is Born (1937) et trois pièces, dont Haiti de William DuBois (en) (1938, avec Canada Lee et Rex Ingram).
À l'écran, désormais sous le nom de scène de David Bond, il apparaît au cinéma comme second rôle (parfois non crédité) dans soixante-dix films américains, le premier sorti en 1944. Mentionnons Jeanne d'Arc de Victor Fleming (1948, avec Ingrid Bergman dans le rôle-titre), La Vie passionnée de Vincent van Gogh de Vincente Minnelli (1956, avec Kirk Douglas dans le rôle-titre, Anthony Quinn interprétant Paul Gauguin, lui-même personnifiant Georges Seurat), Matt Helm, agent très spécial de Phil Karlson (1966, avec Dean Martin et Stella Stevens) et Le Retour des morts-vivants de Dan O'Bannon (son avant-dernier film, 1985, avec Clu Gulager et Don Calfa). Son dernier film sort en 1986.
À la télévision américaine, outre deux téléfilms (1966-1979), il contribue à quarante-six séries, la première en 1952. Citons La Quatrième Dimension (un épisode, 1963), Bonanza (deux épisodes, 1968-1970), Kung Fu (un épisode, 1975) et Alice (trois épisodes, 1983-1984). Sa dernière série est Capitaine Furillo (un épisode, 1986).
Installé à Los Angeles depuis ses débuts à l'écran, David Bond poursuit sa carrière sur les planches en Californie, jouant par exemple dans Accidentally Yours de Pauline Williams (1947, avec Billie Burke et Grant Mitchell). Devenu producteur de théâtre, il fonde au début des années 1960 le Hollywood Shakespeare Festival.
Il meurt dans sa ville d'adoption en 1989, à 74 ans.

## Théâtre

### Broadway (intégrale)
(comme Alfredo Allegro)
- 1936 : American Holiday d'Edwin L. Barker et Albert W. Barker : M. Epstein
- 1937 : A Hero Is Born, comédie musicale, musique de A. Lehman Engel, lyrics d'Agnes Morgan, livret de Theresa Hellburn : un courrier du duc de Kinbabbles / un serviteur de la cour / un invité
- 1938 : Haiti de William DuBois (en) : le colonel Phillippe
- 1939 : Adelante d'Eli Siegel, Rolfe Humphries et Bob Whittington, musique de scène de Genevieve Pitot (en)

### Autres lieux
(comme David Bond, en tournée californienne)
- 1947 : Accidentally Yours de Pauline Williams
- 1955 : Climate of Eden de Moss Hart

## Filmographie partielle

### Cinéma
- 1945 : La Chanson du souvenir (A Song to Remember) de Charles Vidor : un serviteur
- 1945 : Aladin et la Lampe merveilleuse (A Thousand and One Nights) d'Alfred E. Green : un messager
- 1946 : Le Criminel (The Stranger) d'Orson Welles : un étudiant
- 1947 : Bel-Ami (The Private Affairs of Bel Ami) d'Albert Lewin : Norbert de Varenne
- 1947 : Un mariage à Boston (The Late George Apley) de Joseph L. Mankiewicz : le gérant de la boutique de mode
- 1947 : Othello (A Double Life) de George Cukor : un acteur dans Othello
- 1948 : La Dame au manteau d'hermine (That Lady in Ermine) d'Ernst Lubitsch et Otto Preminger : Gabor
- 1948 : Les Trois Mousquetaires (The Three Musketeers) de George Sidney : un ami de D'Artagnan
- 1948 : Jeanne d'Arc (Joan of Arc) de Victor Fleming : Jean Fournier, curé de Vaucouleurs
- 1949 : Les Insurgés (We Were Strangers) de John Huston : Ramón Sánchez
- 1950 : La Main noire (Black Hand) de Richard Thorpe : Saturnine
- 1950 : Quand la ville dort (The Asphalt Jungle) de John Huston : le père Sortine
- 1950 : Le Violent (In a Lonely Place) de Nicholas Ray : Dr Richards
- 1950 : Les Nouvelles Aventures du capitaine Blood (Fortunes of Captain Blood) de Gordon Douglas : un lieutenant
- 1950 : La Dame sans passeport (A Lady Without Passport) de Joseph H. Lewis : Nick
- 1950 : Ma vie à moi (A Life of Her Own) de George Cukor : un photographe
- 1951 : Le Grand Caruso (The Great Caruso) de Richard Thorpe : le père Angelico
- 1951 : L'Épée de Monte Cristo (Mask of the Avenger) de Phil Karlson : Marco
- 1951 : Sirocco de Curtis Bernhardt : Achmet
- 1951 : Destination Mars (Flight to Mars) de Lesley Selander : Ramay
- 1952 : Scaramouche de George Sidney : De Nicolay
- 1952 : Le Faucon d'or (The Golden Hawk) de Sidney Salkow : le procureur
- 1952 : L'Escadrille de l'enfer (Flat Top) de Lesley Selander : le chapelain
- 1952 : Le Proscrit (The Brigand) de Phil Karlson : le secrétaire du roi
- 1953 : Jules César (Julius Caesar) de Joseph L. Mankiewicz : un citoyen de Rome
- 1953 : Trois Marins et une fille (Three Sailors and a Girl) de Roy Del Ruth : Moss Hart
- 1953 : Fighter Attack de Lesley Selander : le prêtre
- 1954 : Le Calice d'argent (The Silver Chalice) de Victor Saville : un chamelier
- 1954 : Mardi, ça saignera (Black Tuesday) de Hugo Fregonese : Thompson
- 1955 : L'Étranger au paradis (Kismet) de Vincente Minnelli et Stanley Donen : un noble
- 1956 : La Vie passionnée de Vincent van Gogh (Lust for Life) de Vincente Minnelli : Georges Seurat
- 1957 : Istanbul de Joseph Pevney : Dr Sarica
- 1957 : L'Histoire de l'humanité (The Story of Mankind) d'Irwin Allen : Christian l'ancien
- 1960 : Spartacus de Stanley Kubrick : un esclave
- 1962 : Les Internes (The Interns) de David Swift : un anesthésiste
- 1966 : Matt Helm, agent très spécial (The Silencers) de Phil Karlson : Dr Naldi
- 1977 : La Dernière Route (The Great Smokey Roadblock) de John Leone : l'employé de station-service
- 1978 : Appelez-moi docteur (House Calls) de Howard Zieff : le patient en fauteuil roulant
- 1985 : Le Retour des morts-vivants (The Return of the Living Dead) de Dan O'Bannon : le deuxième cadavre radiographié

### Télévision
(séries, sauf mention contraire)

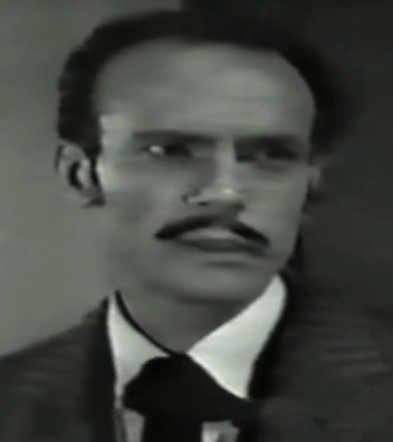
Dans la série Frontier Doctor, épisode 24 The Big Gamblers (1959)

- 1959 : Frontier Doctor (en), saison unique, épisode The Big Gamblers de William Witney : Avery Middleton
- 1959-1963 : Dobie Gillis (The Many Loves of Dobie Gillis)
  - Saison 1, épisode 6 The Sweet Singer of Central High (1959) de Rodney Amateau : M. Minafee
  - Saisons 2 à 4, 10 épisodes (1960-1963) : Tremblay
  - Saison 4, épisode 12 Dr. Jekyll and Mr. Gillis (1962) de Rodney Amateau : le professeur Dartmoor
- 1961 : Les Incorruptibles (The Untouchables), saison 2, épisode 14 Le Chef-d'œuvre (The Masterpiece) de Walter Grauman : le médecin-ambulancier
- 1961 : Aventures dans les îles (Adventures in Paradise), saison 2, épisode 21 L'Ange de la mort (Angel of Death) de Robert Florey : le prêtre
- 1961 : Denis la petite peste (Dennis the Menace), saison 3, épisode 11 The Lucky Piece de Charles Barton : Hobo
- 1963 : La Quatrième Dimension (The Twilight Zone), saison 4, épisode 13 La Nouvelle Exposition (The New Exhibit) de John Brahm : Jack l'Éventreur
- 1963 : Ben Casey, saison 3, épisode 3 With the Rich and Mighty, Always a Little Patience de Paul Wendkos : Jonathan
- 1963 : Le Plus Grand Chapiteau du monde (The Greatest Show on Earth), saison unique, épisode 13 Lady in Limbo de Paul Wendkos : l'employé d'hôtel
- 1964-1966 : Mon Martien favori (My Favorite Martian)
  - Saison 1, épisode 17 Going, Going, Gone (1964) d'Oscar Rudolph : Dr Orville Laird
  - Saison 3, épisode 28 Martin Meets His Match (1966) : le curateur
- 1966 : Man in the Square Suit de Jean Yarbrough (téléfilm) : le serveur en chef
- 1966-1967 : Les Espions (I Spy)
  - Saison 2, épisode 10 Une de nos bombes a disparu (One of Our Bombs Is Missing, 1966) d'Earl Bellamy : Antonio
  - Saison 3, épisode 4 La Boîte mystérieuse (The Medarra Block, 1967) d'Earl Bellamy : Reynaldo
- 1968 : Commando du désert (The Rat Patrol), saison 2, épisode 18 Réunion fatale (The Fatal Reunion Raid) d'Herschel Daugherty : Pierre Marchand
- 1968-1970 : Bonanza
  - Saison 10, épisode 14 Un témoin à abattre (A World Full of Cannibals, 1968) de Gunnar Hellström : le prêcheur
  - Saison 12, épisode 9 Un enfant à aimer (The Love Child, 1970) de Michael Landon : le docteur
- 1971 : Mission impossible (Mission: Impossible), saison 6, épisode 9 L'Invasion (Invasion) de Leslie H. Martinson : l'homme blessé
- 1971-1974 : Auto-patrouille (Adam-12)
  - Saison 4, épisode 11 Assassination (1971) de Christian Nyby : le rôdeur
  - Saison 6, épisode 24 A Clinic on 18th Street (1974) de Jack Webb : Clark Watkins
- 1973 : Les Rues de San Francisco (The Streets of San Francisco), saison 1, épisode 16 Le Traquenard (The Set-Up) de George McCowan : le sans-abri en manteau
- 1975 : Kung Fu, saison 3, épisode 24 Le Point de départ (Full Circle) de Marc Daniels : le majordome Henry
- 1978 : Lou Grant, saison 1, épisode 17 Renewal de Gene Reynolds : le clochard
- 1979 : Skinflint: A Country Christmas Carol de Marc Daniels (téléfilm) : le fantôme du Noël futur
- 1980 : Arnold et Willy (Diff'rent Strokes), saison 2, épisode 21 Les meilleurs souvenirs vieillissent en cave (Valentine's Day Retrospective) : le concierge
- 1982 : Monsieur Merlin ou Un certain Monsieur Merlin (Mr. Merlin), saison unique, épisode 15 Monsieur Merlin et la Valse des châtiments (Everything's Coming Up Daisies) de Jeffrey Hayden : Luke
- 1982 : Drôle de vie (The Facts of Life), saison 3, épisode 19 New York, New York d'Asaad Kelada : un compétiteur du jeu de dames
- 1982 : Quincy (Quincy, M.E.)
  - Saison 7, épisode 21 The Unquiet Game : M. Barnes
  - Saison 8, épisode 7 Science for Sale de Ray Danton : le deuxième clochard
- 1983-1984 : Alice, saison 8, épisode 7 Vera Gets Engaged (1983) de Marc Daniels, épisode 8 Vera's Wedding (1983) de Marc Daniels et épisode 23 Be It Ever So Crowded (1984) de Marc Daniels : le révérend Bragg
- 1986 : Capitaine Furillo (Hill Street Blues), saison 7, épisode 3 La Meilleure Défense (The Best Defense) de John Tiffin Patterson : Gidwitz